# 애덤 리스
애덤 가이 리스(Adam Guy Riess, 1969년 12월 16일 ~ )는 존스 홉킨스 대학교에서 일하는 천체물리학자로 초신성을 통해서 우주에 대한 연구를 진행한다. 애덤은 우주의 가속 팽창에 대한 증거를 제시하여 2006년에 천문학 분야의 쇼상(Shaw Prize)을 2011년에는 노벨 물리학상을 솔 펄머터, 브라이언 슈밋과 같이 수상하였다.

## 가족
리스는 세 자녀 중 하나로 워싱턴 D.C.에서 태어났다. 그는 그의 아버지(조선 기사 마이클 리스)가 냉동 식품 배급 회사인 비스트로 인터내셔널을 소유하고, 그의 어머니(도리스 리스)가 임상심리사로 일했던 곳인 뉴저지주 워런에서 자랐다. 마이클 리스 (1931–2007)는 1936년에 SS 유로파 (1928) 배로 독일에서 부모님과 함께(저널리스트, 종군 기자 그리고 작가인 커트 리스(Curt Riess)와 일세 포스난스키(Ilse Posnansky)) 미국으로 이주했다. 애덤 리스는 두 명의 자매가 있는데, 정신과 의사인 게일 살츠와 예술가인 홀리 해거먼(Holly Hagerman)이다. 리스는 낸시 조이 숀도르프(Nancy Joy Schondorf)와 1998년에 결혼했다.

## 교육
애덤 리스는 Watchung Hills Regional High School를 1988년에 졸업했다. 그 후 매사추세츠 공과대학교에 진학하여 1992년에 졸업하였고 1996년에는 하버드 대학교에서 박사 학위를 수료했다. 그는 박사 과정에서 20개의 Ia형 초신성을 조사하여 la형 초신성을 통해 거리를 잴 수 있는 방법을 고안했다. 이 박사 논문은 천문학계에서 중요성을 인정받아 Robert J. Trumpler 상을 받았다.

## 일
애덤 리스는 캘리포니아 대학교 버클리에서 연구를 하다 1999년에 우주망원경 연구소로 직장을 옮겼다. 그리고 2005년에 존스 홉킨스 대학으로 옮겨 현재까지 계속 일을 하고 있다.
그는 1998년에 브라이언 슈밋과 함께 연구를 시작하였다. 그들은 초신성을 관찰함으로써 지구의 팽창 속도가 줄어들고 있다는 기존 이론의 오류를 발견했다. 초신성이 지구에 보내는 빛의 색을 분석하여 우주가 가속 팽창을 한다는 이론을 세웠다. 솔 펄머터는 이 둘과 거의 동시에 유사한 결론을 도출했다. 따라서, 이 세 명의 과학자는 우주 가속 팽창 이론으로 노벨 물리학상을 공동으로 수상하게 되었다. 그들은 암흑 물질의 본질을 이해하기 위한 연구를 시작하기도 하였다.
또한 애덤 리스가 이끄는 High-Z Team이라는 연구팀은 허블 우주 망원경을 통해 현재까지의 관측 중에는 가장 멀리 있는 초신성을 찾았다고 한다. 이런 관찰로 이 연구팀은 우주 팽창의 역사를 흐름을 파악할 수 있었다.

## 수상 경력
애덤 리스는 1999년에 태평양 천문학 공동체에서 수여하는 Robert J. Trumpler상을 받았다. 2001년에는 하버드 대학교에서 Box Prize를 수상했다. 2003년에는 미국 천문학 공동체의 Helen B. Warner상을 받았다. 2004년에는 우주 가속 팽창으로 Raymond and Beverly Sackler상을 수상했다.
2006년에 그는 브라이언 슈밋과 솔 펄머터와 쇼상을 공동 수상하면서 1백만 달러를 받았다.
High-Z Team은 2007년에 Gruber Cosmology 상을 50만 달러를 수여했다. 2009년에 그는 National Academy of Science 일원으로 당선되었다.
가장 최근에 그는 2011년에 노벨 물리학상을 받았다.

## 같이 보기
- 우주상수
- 암흑 에너지